# Rio Giacăş
O Rio Giacăş é um rio da Romênia, afluente do Târnava Mare, localizado no distrito de Sibiu.